# Графское (усадьба)

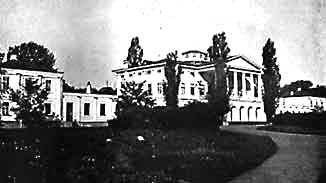
Усадьба Графское

Графское — бывшее родовое гнездо графов Гендриковых на берегу Северского Донца в селе Андреевка, или Графское (ныне Волчанского района Харьковской области). Этот образец архитектуры русского ампира, один из самых представительных на востоке Украины, был уничтожен в советские годы.
Земли по берегам Северского Донца до 1723 года принадлежали вице-канцлеру Петру Шафирову. Императрица Екатерина I пожаловала их своей сестре Христине и её мужу Симону-Гендрику, от которых происходят графы Гендриковы. Ампирная усадьба была отстроена в 1820-е годы при графе Иване Андреевиче Гендрикове и его супруге Анне Александровне.
Граф Александр Иванович Гендриков (1807—1881) в середине XIX века снискал репутацию одного из лучших коннозаводчиков Российской империи. Здание конного завода в Графском, напоминающее постройки Василия Стасова, считалось образцовым по архитектуре. Усадьба служила домом для большого семейства Александра Ивановича, а Андреевская церковь, построенная в одно время с усадьбой, — графской усыпальницей.
Об облике усадьбы в Графском можно судить по описанию, оставленному Георгием Лукомским. Прямоугольный в плане трёхэтажный главный дом с приплюснутым бельведером был украшен со стороны подъезда дорическим портиком, который был поставлен на высокую аркаду и сильно выдвинут вперёд, с тем, чтобы экипажи могли свободно въезжать под своды аркад. С террасы, обрамлённой колоннами и уставленной «тропическими растениями, всякими хвоями и пальмами», открывался панорамный вид на окрестности.
Два низеньких флигеля были соединены с барским домом. Ещё ряд одноэтажных жилых построек был поставлен перпендикулярно к нему, образуя подъездной двор и длинную улицу, протянувшуюся от готических усадебных ворот. Поодаль находились хозяйственные постройки — конный двор с манежем, оранжерея с башнями. Стройным колоннам и полуколоннам гармонично вторили пирамидальные тополи. Дубовая роща подходила к самому берегу Донца. Белые усадебные постройки, по замечанию современника, «отлично выделялись на фоне сочных куп зелени старинного парка».